# 大分県立中津商業高等学校
大分県立中津商業高等学校（おおいたけんりつ なかつしょうぎょうこうとうがっこう）は、大分県中津市に所在した公立の商業高等学校。

## 概要
2009年（平成21年）4月に、大分県立中津工業高等学校と総合選択制高校として統合され、総合選択制高校の大分県立中津東高等学校が新たに中津工業高校の校地に設けられた。これに伴い、中津商業高校は2009年度から生徒の新規募集を停止した。
2011年3月閉校。卒業生は総数1万8,868人。募集停止に伴って生じた空き教室を利用して、2009年（平成21年）4月に宇佐支援学校中津校（現中津支援学校）が開設されており、閉校後の校舎は同校の校舎として使用される。

## 沿革
- 1916年（大正5年） - 中津町立中津商業学校として創立。
- 1948年（昭和23年） - 中津工業学校と合併して大分県立中津第二高等学校となる。旧中津商業学校は牛神校舎となった。
- 1951年（昭和26年） - 大分県立中津東高等学校に改称。
- 1963年（昭和38年） - 大分県立中津東高等学校から大分県立中津工業高等学校が分離新設される。
- 1965年（昭和40年） - 大分県立中津商業高等学校に改称。
- 1971年（昭和46年） - 全国高等学校駅伝競走大会で優勝。
- 2009年（平成21年） - 生徒の新規募集停止。
- 2009年（平成21年）4月 - 大分県立中津商業高等学校と大分県立中津工業高等学校を統合し、大分県立中津東高等学校が開校。
- 2009年（平成21年）4月 - 大分県立中津商業高等学校の空き教室に大分県立宇佐養護学校中津校（現大分県立中津支援学校）開設。
- 2011年（平成23年）3月5日 - 閉校[2][3]。

## 設置学科
- 全日制課程
  - 商業科
  - 情報管理科
- 定時制課程
  - 商業科
  - 衛生看護科

## 所在地
- 大分県中津市大塚1

北緯33度36分19.3秒 東経131度11分46.1秒 / 北緯33.605361度 東経131.196139度

## 著名な出身者
- 古田徳昌（元マツダ社長。中津商業学校卒）[4]
- 奥村政稔（プロ野球選手）
- 石川俊克（THE TRANSFORMER ベーシスト)